# 俘囚 (遊戲)
《俘囚》是Edu-Ware于1980年发行的冒险游戏，对应Apple II电脑。
A·D·杨于《太空玩家》第55期评测了游戏。在《Softalk》的1981年度读者票选中，游戏获得最受欢迎冒险游戏第3名。